# Kameanka, Olevsk
Kameanka (în ucraineană Кам`янка) este localitatea de reședință a comunei Kameanka din raionul Olevsk, regiunea Jîtomîr, Ucraina.

## Demografie
Componența lingvistică a localității Kameanka
     Ucraineană (98,84%)
     Rusă (1,02%)
     Alte limbi (0,07%)
Conform recensământului din 2001, majoritatea populației localității Kameanka era vorbitoare de ucraineană (98,84%), existând în minoritate și vorbitori de rusă (1,02%).